# Lilla mångkantiga benet

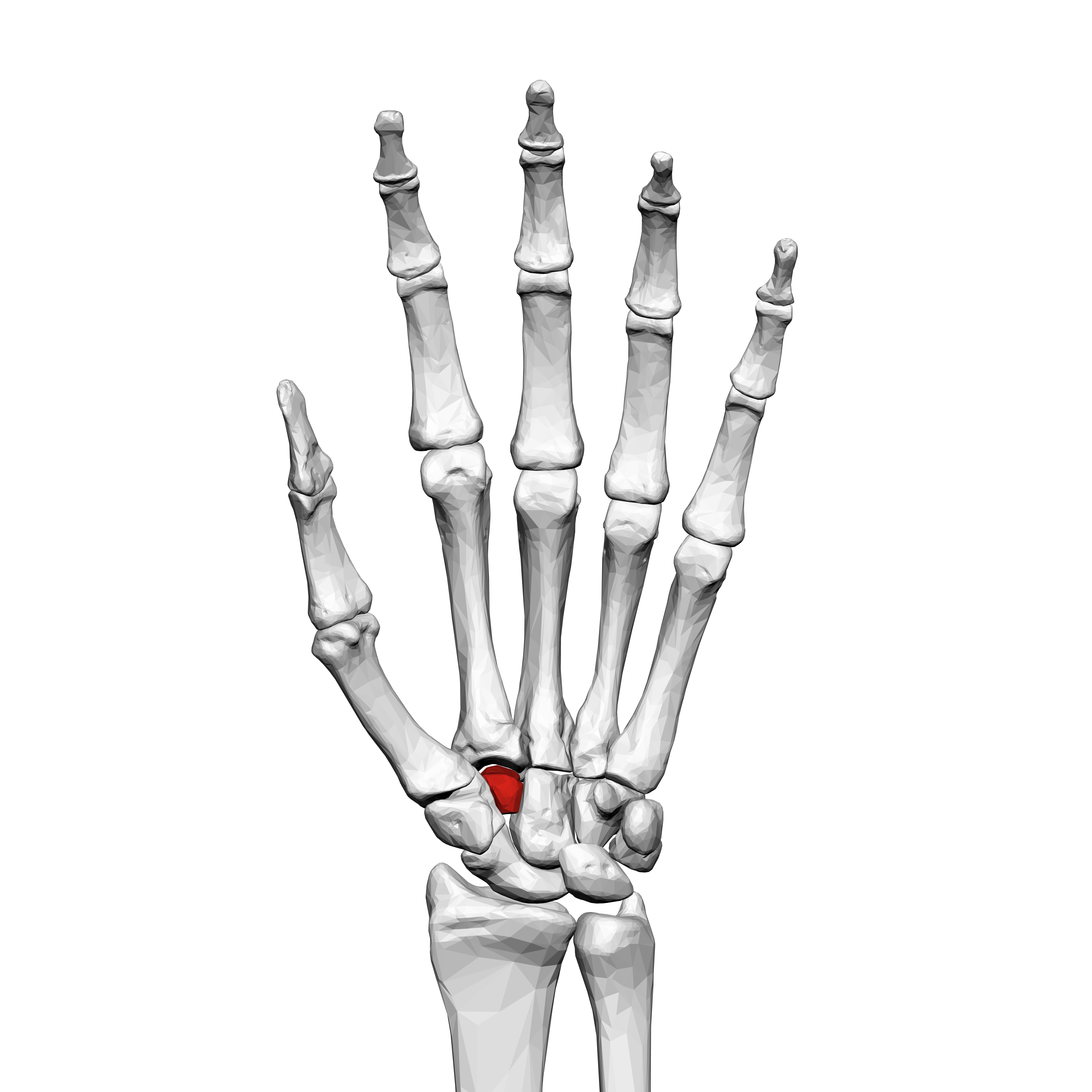
Lilla mångkantiga benet i rött, i en vänsterhand.

Lilla mångkantiga benet, Os trapezideum kan även kallas för os multangulum minus ligger mellan os metacarpale 2 och båtbenet, samt mellan os trapezium och os capitatum, I handen